# Казе Габанини (Форли-Чезена)
Казе Габанини (итал. Case Gabanini) је насеље у Италији у округу Форли-Чезена, региону Емилија-Ромања.
Према процени из 2011. у насељу је живело 48 становника. Насеље се налази на надморској висини од 22 м.